# 奎德林堡修道院
奎德林堡修道院（德語： 或 ）是位於今日德國奎德林堡的已停止運作的世俗隱修女制的隱修院，擁有世俗領主的地位。原先是為了神聖羅馬皇帝奧圖一世之母林格罕的瑪蒂達老年隱居而於936年建立的 。

## 歷史

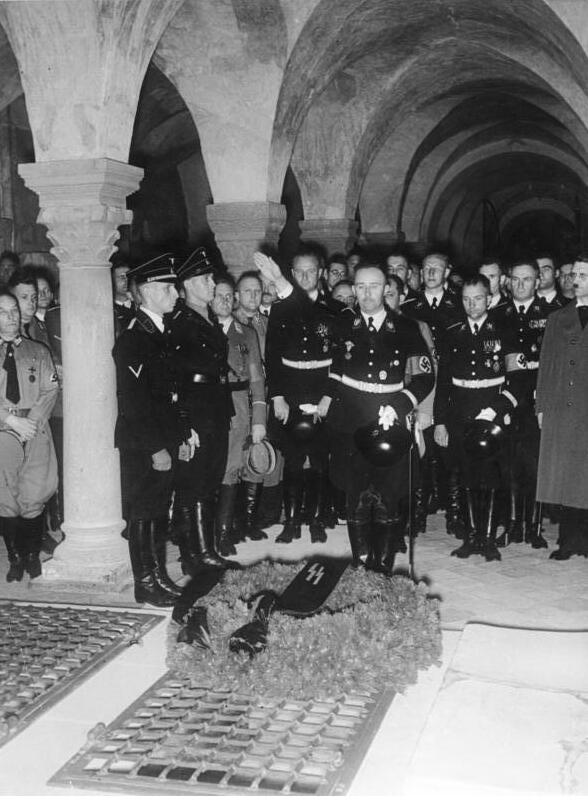
1938年7月2日，海因里希·希姆萊與SS的高級將領參觀奎德林堡修道院的地下室

奎德林堡女隱修院於936年建立在今日的萨克森-安哈尔特的奎德林堡城堡山，是由神聖羅馬帝國皇帝奧圖一世為其母林格罕的瑪蒂達的要求所建，用意是為了紀念瑪蒂爾達亡夫、奧圖一世之父日耳曼王捕鳥者亨利。亨利被葬在那邊，嗣後瑪蒂爾達也於該處埋骨。1008年，修道院開始編寫《奎德林堡編年史》。
修院的全名是「Kaiserlich freie weltliche Reichsstift Quedlinburg」（奎德林堡自由世俗修道院領國）。修院體制為擁有專屬教堂的世俗隱修院，一種招收貴族及皇室的未嫁女兒使之學習虔誠生活的機構。由於大量的信徒及院生父母的捐獻，奎德林堡女隱修院很快的就獲得大量的財富。而且該修院在教會聖統制度上為自治會院區，直屬教廷。而在世俗的政治地位上，隱修院院長擁有帝國女親王的頭銜，在帝國議會保有席位。
宗教改革時代，該修院改宗信義宗。1803年被普魯士王國吞併。

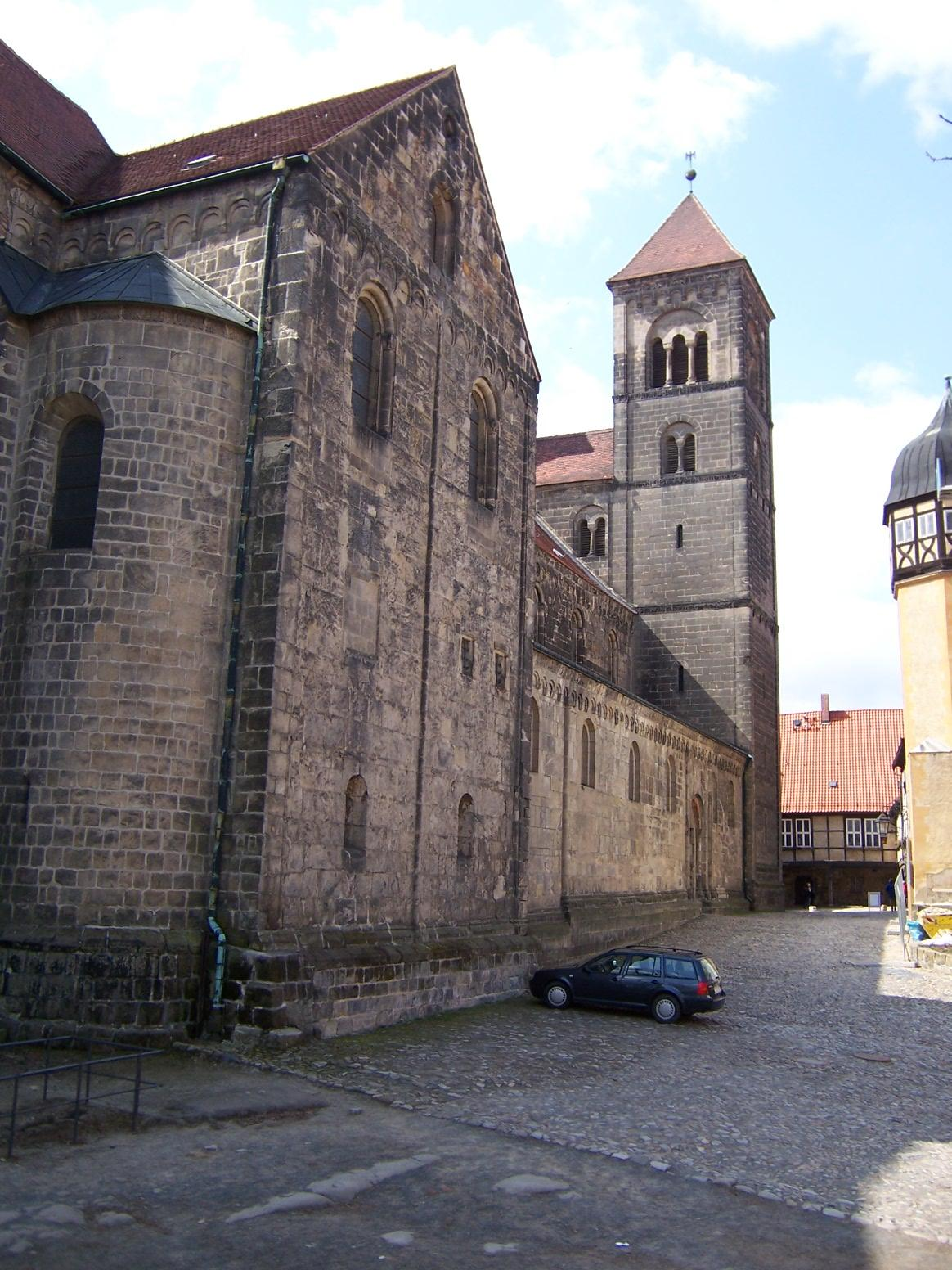
奎德林堡的前聖塞爾瓦修斯學院教堂，現在是路德宗教會

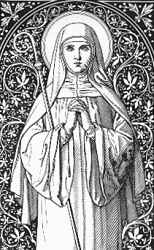
聖瑪蒂達